# George Long Duyckinck

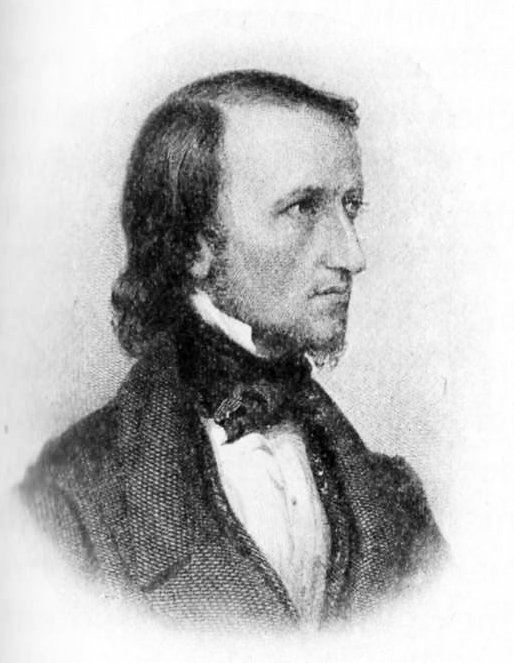
George Long Duyckinck

George Long Duyckinck (* 17. Oktober 1823 in New York City; † 30. März 1863 ebenda) war ein US-amerikanischer Schriftsteller.

## Leben und Werk
George Long Duyckinck war der Sohn des wohlhabenden Verlegers Evert Duyckinck und dessen Frau Harriet June und der jüngere Bruder von Evert Augustus Duyckinck. Er studierte an den heutigen Hobart and William Smith Colleges und an der University of the City of New York, der heutigen New York University.
Nach einer Europareise in den Jahren 1847 und 1848 wurde er gemeinsam mit seinem Bruder der Herausgeber der Literary World, einem führenden Blatt der Young America-Bewegung, dessen Auflage 1853 eingestellt wurde. Als sein Hauptwerk gilt die mit seinem Bruder erstmals 1855 veröffentlichte Cyclopaedia of American Literature, ein biografisches Nachschlagewerk amerikanischer Autoren ab der Kolonialzeit. Später beschäftigte er sich mit Shakespeare; 1853 verfasste er ein Vorwort zu John Payne Colliers Gesamtausgabe und bereitete 1859 eine eigene vor. Als gläubiger Episkopaler verfasste er eine Reihe an Biografien über religiöse Figuren, darunter Thomas Ken, Jeremy Taylor und Hugh Latimer.
Er verstarb 1863 in New York City.